# 2020 dans la traduction
Cet article présente les faits marquants de l'année 2020 dans la traduction.

## Décès

### Avril
- 11 avril : Hélène Châtelain, Réalisatrice, scénariste, comédienne, écrivaine et traductrice française.
- 12 avril : Jacques De Decker, Écrivain, journaliste et traducteur belge.
- 29 avril : Maj Sjöwall, Auteure de romans policiers et traductrice suédoise.

### Mai
- 15 mai : Olga Savary, Écrivaine, poétesse et traductrice brésilienne.
- 21 mai : Freddy Michalski, Traducteur français.

### Juillet
- 5 juillet : Léo Bergoffen, Traducteur juif-allemand émigré en France en 1938.
- 18 juillet : Juan Marsé, Écrivain, traducteur et scénariste espagnol.
- 21 juillet : Francisco Rodríguez Adrados, Helléniste, linguiste, philosophe, professeur d'université et traducteur espagnol.

### Août
- 15 août : Stuart Christie, Linguiste, traducteur et anarchiste britannique.
- 26 août : Jean Rosenthal, Traducteur français.
- 30 août : Marguerite Harl, Helléniste, traductrice, directrice de collection et professeure d’université française.

### Septembre
- 4 septembre : Carl-Henning Wijkmark, Écrivain, journaliste et traducteur suédois.
- 30 septembre : Pia Juul, Poétesse, écrivaine et traductrice danoise.

### Octobre
- 10 octobre : Constantin Frosin, Écrivain, traducteur et poète franco-roumain.
- 18 octobre : Ricardo Montserrat, Romancier, nouvelliste et traducteur français.

### Novembre
- 6 novembre : Bernard Sesé, Universitaire, essayiste, traducteur et poète français.

### Décembre
- 23 décembre : Alexandre Skirda, Historien et traducteur français.